# Brunswick megye (Észak-Karolina)
Brunswick megye az Amerikai Egyesült Államokban, azon belül Észak-Karolina államban található. Megyeszékhelye Bolivia, legnagyobb városa Leland. Lakosainak száma 136 693 fő (2020. április 1.). Brunswick megye Pender, New Hanover, Columbus és Horry megyékkel határos.

## Népesség
A megye népességének változása:
| Lakosok száma | 108 081 | 110 265 | 112 197 | 115 301 | 122 765 | 136 693 |
|               | 2010    | 2011    | 2012    | 2013    | 2015    | 2020    |